# Meiner verehrungswürdigen Grosmutter zu ihrem 72sten Geburtstag
Meiner verehrungswürdigen Grosmutter zu ihrem 72sten Geburtstag ist ein Gedicht von Friedrich Hölderlin. Die Adressatin war seine Großmutter mütterlicherseits Johanna Rosina Heyn geborene Sutor (* 30. Dezember 1725 in Hattenhofen (Württemberg), † 1802).

## Entstehung und Überlieferung
Das Gedicht entstand in Homburg, wohin Hölderlin auf den Rat seines Freundes Isaac von Sinclair im September 1798 gezogen war, nachdem er sich von dem Haus des Frankfurter Kaufmanns Jakob Friedrich Gontard-Borkenstein (1764–1843) und damit von dessen Gattin Susette Gontard, seiner Diotima, getrennt hatte.

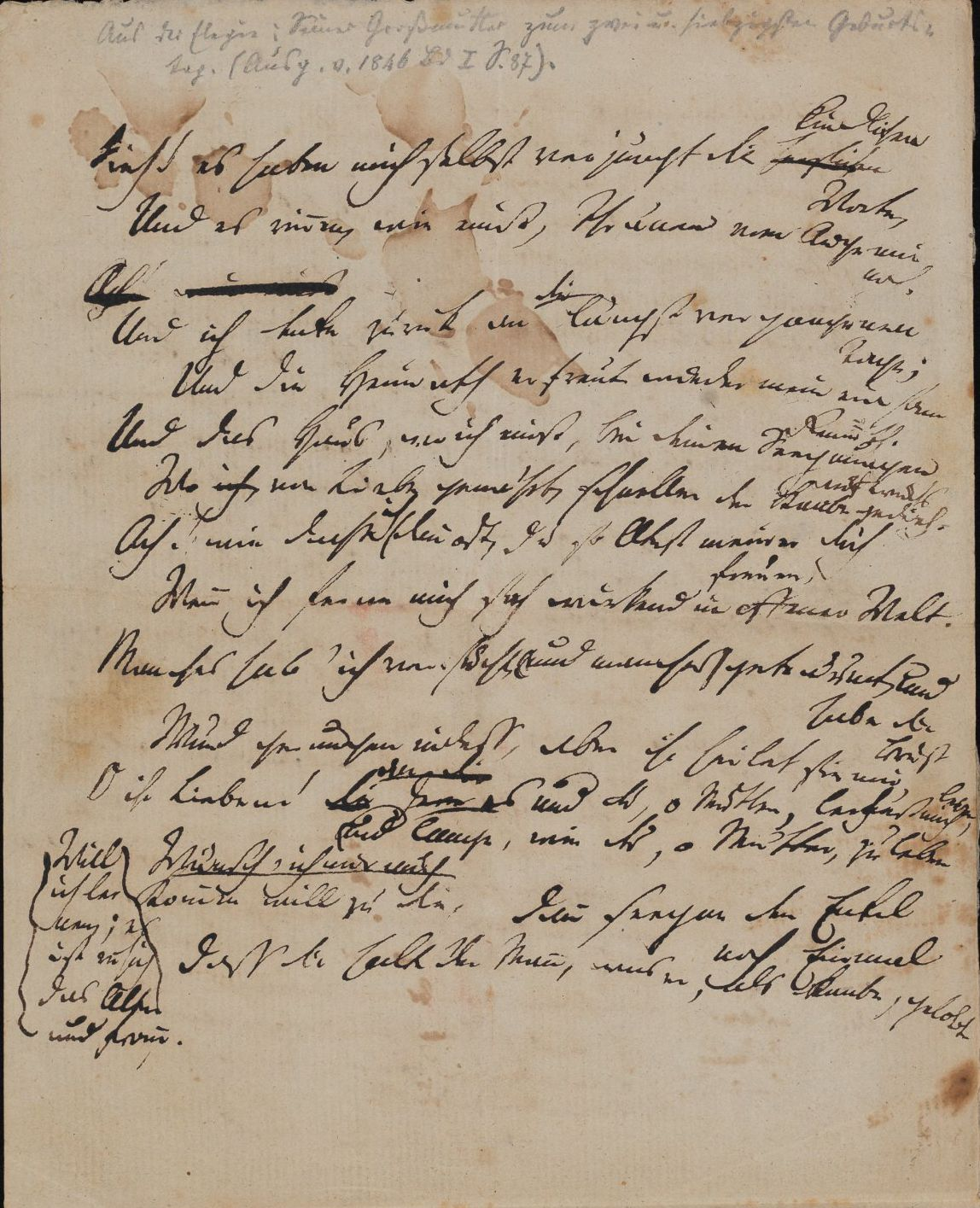
Hölderlins Handschrift der Verse 21–34

Am 1. Januar 1799 schrieb er an seinen Halbbruder Karl Gok: „Auch hat mich dieser Tage ein Brief von unserer lieben Mutter, wo sie ihre Freude über meine Religiosität äußerte, und mich unter anderm bat, unserer theuern 72jährigen Grosmutter ein Gedicht zu ihrem Geburtstage zu machen, und noch manches andere, in dem unaussprechlich rührenden Briefe so ergriffen, daß ich die Zeit, wo ich vieleicht an Dich geschrieben hätte, meist mit Gedanken an sie und euch Lieben überhaupt zubrachte. Ich habe auch denselben Abend noch, da ich den Brief bekommen, ein Gedicht für die l. Grosmutter angefangen, und bin in der Nacht beinahe damit fertig geworden. Ich dachte, es müßte die guten Mütter freuen, wenn ich gleich den Tag darauf einen Brief und das Gedicht abschikte. Aber die Töne, die ich da berührte, klangen so mächtig in mir wieder, die Verwandlungen meines Gemüths und Geistes, die ich seit meiner Jugend erfuhr, die Vergangenheit und Gegenwart meines Lebens wurde mir dabei so fühlbar, daß ich den Schlaf nachher nicht finden konnte, und den andern Tag Mühe hatte, mich wieder zu sammeln.“

Zeitung für die elegante Welt 1824
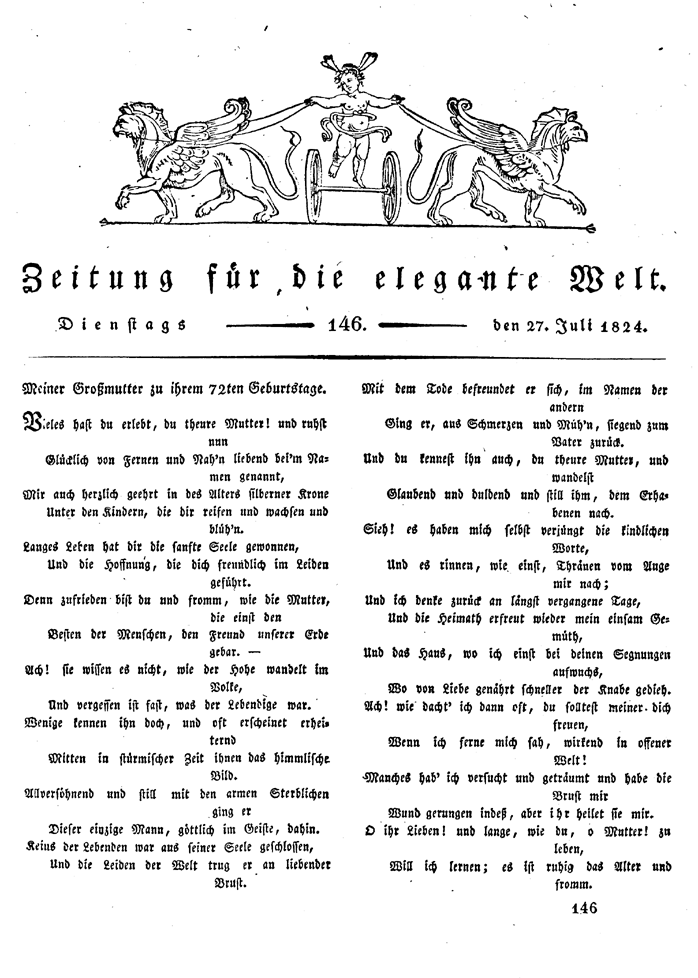
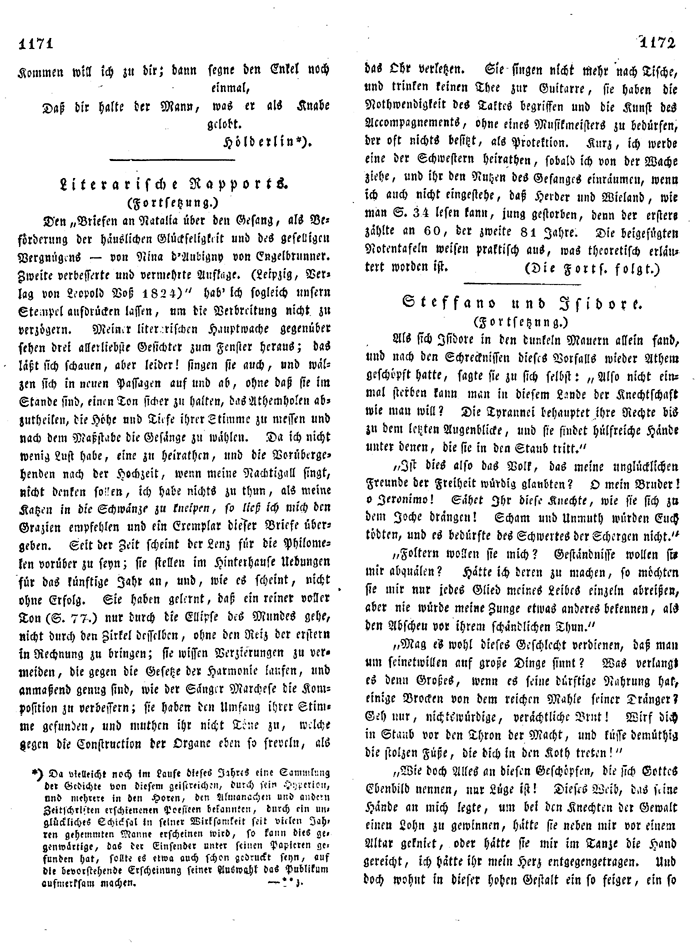

Hölderlin legte das Gedicht einem undatierten Brief vom Januar 1799 an die Mutter in Nürtingen bei: „Liebste Mutter! Ich muß mich schämen, daß ich Ihren l. Brief, der mir indessen so viele innigglükliche Stunden und Augenblike gemacht hat, so lange nicht beantwortet habe. Noch denselben Abend, da ich ihn erhalten hatte, schrieb ich gröstentheils das nieder, was ich Ihnen für meine theure ehrwürdige Grosmutter beilege, und ich habe es Ihnen recht von Herzen bei mir selber gedankt, daß Sie mich von diesem mir heiligen Geburtstage benachrichtigt haben. <...> Leben Sie nun wohl, liebste Mutter! bitten Sie die liebe Frau Grosmamma, das Blatt als einen kleinen Theil von den frohen und ernsten Empfindungen zu nehmen, mit denen ich im Herzen den ehrwürdigen Geburtstag gefeiert habe. Meine herzlichen Empfehlungen an alle die Unsrigen. Ihr treuer Sohn Friz.“
Die Verse 21 bis 34 sind als Autograph auf der Rückseite eines Briefs von Karl Gok an Hölderlin erhalten. Das ganze Gedicht ist in zwei Abschriften von fremder Hand überliefert. Gedruckt wurde es zuerst in Nr. 146 der Zeitung für die elegante Welt vom Juli 1824. In einer Fußnote heißt es, verfasst vielleicht von Karl Philipp Conz: „Da vielleicht noch um Laufe dieses Jahres eine Sammlung der Gedichte von diesem geistreichen, durch sein<en> Hyperion, und mehrere in den Horen, den Almanachen und andern Zeitschriften erschienenen Poesieen bekannten, durch ein unglückliches Schickal in seiner Wirksamkeit seit vielen Jahren gehemmten Mannes erscheinen wird, so kann dies gegenwärtige, das der Einsender unter seinen Papieren gefunden hat, sollte es etwa auch schon gedruckt seyn, auf die bevorstehende Erscheinung seiner Auswahl das Publikum aufmerksam machen.“
Hölderlin wird hier nach der von Friedrich Beissner, Adolf Beck und Ute Oelmann (* 1949) herausgegebenen historisch-kritischen Stuttgarter Ausgabe seiner Werke zitiert. Die Texte des Gedichts in der historisch-kritischen Frankfurter Ausgabe und der „Leseausgabe“ von Michael Knaupp unterscheiden sich von der Stuttgarter Ausgabe nur durch ein zusätzliches Komma am Ende von Vers 17. In der Leseausgabe von Jochen Schmidt ist die Orthographie „modernisiert“.

## Text
000000000Meiner verehrungswürdigen Grosmutter

00000000000000zu ihrem 72sten Geburtstag

0000Vieles hast du erlebt, du theure Mutter! und ruhst nun

000000Glüklich, von Fernen und Nah’n liebend beim Namen genannt,

0000Mir auch herzlich geehrt in des Alters silberner Krone

000000Unter den Kindern, die dir reifen und wachsen und blühn.

0050Langes Leben hat dir die sanfte Seele gewonnen

000000Und die Hofnung, die dich freundlich in Leiden geführt.

0000Denn zufrieden bist du und fromm, wie die Mutter, die einst den

000000Besten der Menschen, den Freund unserer Erde gebahr. –

0000Ach! sie wissen es nicht, wie der Hohe wandelt im Volke,

010000Und vergessen ist fast, was der Lebendige war.

0000Wenige kennen ihn doch und oft erscheinet erheiternd

000000Mitten in stürmischer Zeit ihnen das himmlische Bild.

0000Allversöhnend und still mit den armen Sterblichen gieng er,

000000Dieser einzige Mann, göttlich im Geiste, dahin.

0150Keines der Lebenden war aus seiner Seele geschlossen

000000Und die Leiden der Welt trug er an liebender Brust.

0000Mit dem Tode befreundet er sich, im Nahmen der andern

000000Gieng er aus Schmerzen und Müh’ siegend zum Vater zurük.

0000Und du kennest ihn auch, du theure Mutter! und wandelst

020000Glaubend und duldend und still ihm, dem Erhabenen, nach.

0000Sieh! es haben mich selbst verjüngt die kindlichen Worte,

000000Und es rinnen, wie einst, Thränen vom Auge mir noch;

0000Und ich denke zurük an längst vergangene Tage,

000000Und die Heimath erfreut wieder mein einsam Gemüth,

0250Und das Haus, wo ich einst bei deinen Seegnungen aufwuchs,

000000Wo, von Liebe genährt, schneller der Knabe gedieh.

0000Ach! wie dacht’ ich dann oft, du solltest meiner dich freuen,

000000Wann ich ferne mich sah wirkend in offener Welt.

0000Manches hab’ ich versucht und geträumt und habe die Brust mir

030000Wund gerungen indeß, aber ihr heilet sie mir,

0000O ihr Lieben! und lange, wie du, o Mutter! zu leben

000000Will ich lernen; es ist ruhig das Alter und fromm.

0000Kommen will ich zu dir; dann seegne den Enkel noch Einmal,

000000Daß dir halte der Mann, was er, als Knabe, gelobt.

## Aufbau, Hintergrund
Johanna Rosina Heyn, die Großmutter, lebte seit ihrer Verwitwung 1772 vorwiegend bei Hölderlins Mutter und hatte an Hölderlins Erziehung wesentlichen Anteil. Der 30. Dezember 1798 war ihr 73., nicht ihr 72. Geburtstag. Hölderlin hat sie auch in dem Gedicht aus seiner Maulbronner Zeit, 1786, Die Meinige erwähnt: „O! und sie im frommen Silberhaare, / Der so heiß der Kinder Freudenträne rinnt, / Die so groß zurükblikt auf so viele schöne Jahre, / Die so gut, so liebevoll mich Enkel nennt / <...> Laß, o laß sie lange noch genießen / Ihrer Jahre lohnende Erinnerung, / Laß uns alle jeden Augenblick ihr süßen, / Streben, so wie sie, nach Heiligung.“
Das Gedicht ist in Distichen verfasst. Die ersten sechs Verse reden die Großmutter als „du theure“, „herzlich geehrt<e>“ an, rühmen ihre „sanfte Seele“ und ihre Hoffnung auch im Leid.
Die mittleren Verse 7 bis 20 sprechen vordergründig von der Gläubigkeit und Frömmigkeit der Großmutter. Ihre tiefere Bedeutung gewinnen sie im Kontext von Hölderlins Auseinandersetzung mit der Mutter über seine eigene Christlichkeit. Am 11. Dezember 1798 hatte er der Mutter geschrieben: „Liebste Mutter! Sie haben mir schon manchmal über Religion geschrieben, als wüßten Sie nicht, was Sie von meiner Religiosität zu halten hätten. O könnt’ ich so mit Einmal mein Innerstes aufthun von Ihnen! – Nur so viel! Es ist kein lebendiger Laut in Ihrer Seele, wozu die meinige nicht auch mit einstimmte.“ Die Mutter hatte voll Freude geantwortet. Hölderlin reagierte wiederum in dem schon oben zitierten undatierten Brief vom Januar 1799 geradezu überschwänglich; die Mutter habe ihm „viele innigglükliche Stunden und Augenblike gemacht“. Er fährt fort: „Daß Sie meine Äußerungen über Religion mit dieser schönsten aller Freuden aufgenommen haben, zeugt mir so ganz von dem Gemüth, das nur im Höchsten seine Beruhigung findet. Ich glaub’ es Ihnen wohl, theuerste Mutter! wie es Ihnen das Andenken an mich erleichtern und erheitern muß, wenn Sie die besten Gefühle einer Menschenseele in mir wissen und sich daran halten können in den Zweifeln und Sorgen, mit denen sich auch die Besten einander betrachten müssen, und je lieber sie sich sind, je mehr, denn wir kennen ja kaum uns selbst, und so bekannt, als wir uns selber sind, wird uns doch niemals ein anderes. Ich behalte mir vor, Ihnen bei mehrerer Muße ein vollständiges Glaubensbekenntniß abzulegen, und ich wollte, ich dürfte überall meines Herzens Meinung so offen und rein heraussagen, als ich bei Ihnen kann.“
Ein „vollständiges Glaubensbekenntniß“ hat Hölderlin der Mutter brieflich nie abgelegt, doch ist das Gedicht der Kern eines solchen. Die Verse 7 und 8 vergleichen die Großmutter mit Maria, der „Mutter, die einst den / Besten der Menschen, den Freund unserer Erde gebahr“. Die Verse 8 bis 20 implizieren Hölderlins Zustimmung zum Glauben der Großmutter an Jesus Christus als den göttlichen, stellvertretend für die Menschen leidenden Erlöser.
Nach Roland Reuß treten hier „erstmals Suren einer neuen Hölderlinschen Beschäftigung mit der Christusgestalt zutage – eine Auseinandersetzung, die in Patmos, im Einzigen, aber auch in Mnemosyne ihre Kulminationspunkte finden sollte“. Der Umfang des Gedichts sei mit 34 Versen genau kalkuliert; denn seit Eusebius habe als ausgemacht gegolten, dass Jesus mit 34 Jahren gekreuzigt worden sei; auch werde exakt in der Mitte der 17 Distichen, also Vers 17 und 18, der Kreuzigung gedacht.
Die letzten Verse, 21 bis 34, drücken die Gefühle des Dichters beim Schreiben aus. Als Knabe wollte er wirken „in offener Welt“. Er hat manches versucht und sich die Brust „<w>und gerungen“ (Vers 30). Die „Lieben“ (Vers 31), hofft er, werden ihn heilen, so wie er in der erweiterten Fassung der Ode Die Heimath hofft, dass in deren Nähe „wie in Banden das Herz mir heile“. „Friedlich und heiter ist dann das Alter“ auch in der etwa gleichzeitigen Abendphantasie, dort mit einem resignierenden Unterton, der im Gedicht für die Großmutter fehlt, das mit einer Bitte um ihren Segen schließt.

## Rezeption
Papst Franziskus, der Hölderlin zu seinen Lieblingsdichtern zählt, nannte das Gedicht an die Großmutter in einem Interview „von großer Schönheit, auch spirituell sehr schön.“ Es habe ihn gerührt, weil auch er seine Großmutter sehr geliebt habe. „Und da stellt Hölderlin seine Großmutter neben Maria, die Jesus geboren hat. Er ist für sie der Freund auf Erden, der niemanden als Fremden betrachtet hat.“